# Sanchezia rubriflora
Sanchezia rubriflora är en akantusväxtart som beskrevs av Emery Clarence Leonard. Sanchezia rubriflora ingår i släktet Sanchezia och familjen akantusväxter. Inga underarter finns listade i Catalogue of Life.